# República de Whangamomona
La República de Whangamomona (del maorí «tierra fértil») es una micronación y atractivo turístico de Nueva Zelanda, fundada en 1989, por los habitantes de la localidad del mismo nombre, originalmente como protesta por la decisión de las autoridades locales de dividir la ciudad entre los distritos de Taranaki, y Manawatu.
Actualmente las reclamaciones de los habitantes de Whangamomona han sido reformulados como un medio de atraer el turismo a su localidad y en un sentido humorístico, llegando a celebrar un festival en recuerdo del acontecimiento, el cual se ha convertido en una importante fuente de ingresos de la comunidad local. Además, la «República» es considerada una parte fundamental de la identidad local.

## Historia
En 1988, el gobierno neozelandés cambió los límites entre los distritos de Taranaki  y de Manawatu, de modo que su división siguiera la cuenca de los principales ríos de la zona. De este modo, los nuevos límites administrativos dividieron el territorio de Whangamomona entre los dos distritos, sin que fueran consultados los habitantes.
Los residentes de Whangamomona decidieron proclamarse como república, a modo de protestar contra la decisión de modificar los límites de distritos, proclamando su independencia el 1 de noviembre de 1989 proclamando como presidente a Murray Gerard Kennard.
Actualmente el reclamo de independencia ha sido abandonado, sin embargo anualmente tiene lugar un festival en recuerdo del acontecimiento. Esta fiesta, que aumenta temporalmente la población local desde sus cien residentes hasta tres mil visitantes, es conocida por incluir la ceremonia de elección del presidente de la República de Whangamomona. Entre los elegidos se han incluido una cabra, un caniche y una tortuga.
Previamente, y como protesta con la respuesta tardía del Consejo del Condado de Stratford a sus necesidades, el área se declaró a sí misma como una autoridad local autónoma en 1908, bajo el nombre de «Condado de Whangamomona». Existió entre 1908 y 1955, cuando debido a sus constantes déficits presupuestarios se fusionó con su entidad original.